# Florencio Xatruch
Florencio Xatruch Villagra, né le 21 octobre 1811 à San Antonio de Oriente et mort le 15 février 1893 à Managua, est un avocat, militaire et homme politique du Honduras. Il est considéré comme l'un des héros de l'Amérique centrale. Il a le grade de général de division et est vice-président du Honduras entre 1864 et 1868, puis quatorzième président du Honduras. Il prend ses fonctions en 1871 et est destitué la même année.

## Biographie
Le général Florencio Xatruch est né en San-Antonio de Oriente, commune du département de Francisco Morazán, Honduras, le 21 octobre 1811. Ce général a une grande importance et influence autant militaire que politique dans toute la région d'Amérique centrale. Outre sa course militaire, il est aussi mineur et éleveur au Honduras et au Nicaragua.
Son père, Ramón Xatruch, est d'origine catalane et sa mère Eugenia Villagra. Tous deux appartiennent à la haute société de Choluteca, dont la famille est propriétaire de mines. Il effectue ses études à l'Université de León, Nicaragua. 

### Vie militaire et politique
Après avoir terminé ses études en Nicaragua, il retourne au Honduras où il rejoint les troupes de Domingo Sarmiento et Santos Sánchez en 1826 dans leur lutte contre le gouvernement Diego Vigil (en). Plus tard, Xatruch combat dans les rangs de l'armée du général Francisco Morazán. C'est à ce titre qu'il est nommé sergent le 14 mars 1832 par le général Morazán lui-même
En 1841 Florencio Xatruch est nommé Capitaine par ordre du général Julián Tercero qui est partie de l'état-major du président général Francisco Ferrera. Mais, Xatruch ne se limite pas à monter les grades. Sa renommée de soldat le propulse dans la vie politique du Honduras. Il est élu comme député au Congrès National du pays en 1848 par le département de Choluteca, sous le gouvernement du président Juan Marrant. Quelques années plus tard, Xatruch reprend les armes, pour soutenir son ami José Santos Guardiola contre le gouvernement libéral du général José Trinidad Cabañas. En conséquence, Xatruch est obligé de fuir au Nicaragua, rejoint par son frère Pedro Xatruch Villagra qui aussi est militaire.

### Campagne contre les flibustiers nord-américains
En 1855 Florencio Xatruch gravit les grades jusqu'à celui de général de brigade donné par le président nicaraguayen José María Estrada. À la suite de l'accord Walker-Corral il est nommé commandant de Rivas, en octobre 1855. A cette époque, le flibustier William Walker avait pris possession d'une grande partie du territoire nicaraguayen avec comme objectif d'en faire un état de l'Union Américaine. La motivation de Walker était d'utiliser le Nicaragua comme tête de pont avant d'étendre en Amérique centrale l'esclavage et autres politiques similaires alors en vigueur dans les États confédérés d'Amérique.
Devant cette situation, l'Amérique Centrale est entré en état d'alerte. Les cinq pays (Guatemala, Nicaragua, Salvador, Honduras et Costa Rica) ont laissé de côté les différents politiques et se sont unis pour le bien commun de la région. 
Le président du Honduras est alors le général de brigade José Santos Guardiola. Il contribue à la cause avec plus de trois cents hommes, envoyé pour servir sous les ordres du général Xatruch. Une fois au Nicaragua ces hommes et tous les autres furent placés sous le commandement de Florencio Xatruch qui fut nommé premier général en chef des Armées Alliées d'Amérique centrale. Pourtant, en raison d'accords politiques, le commandement est ensuite assuré par José Joaquín Mora Porras et Xatruch est devenu inspecteur général. 
Pendant ce conflit armé le général Xatruch démontre un grand leadership et fait preuve d'une grande vaillance en dirigeant ses hommes avec efficacité. Parmi les combats qu'il dirige contre les flibustiers, il faut mentionner celui de La Puebla, à Rivas. Les batailles sanglantes de cette guerre font de nombreuses victimes de part et d'autre. Mais les forces alliées finirent par s'imposer face aux flibustiers et reprendre le territoire du Nicaragua. 
Le 12 juin 1857 le général fait une entrée triomphale dans la ville coloniale de Comayagua, capitale de l'état du Honduras où il est reçu avec les honneurs. Outre le Honduras, le général Xatruch a obtenu de nombreuses distinctions de toutes sortes par les autres gouvernements de la coalition. 
En 1858, le président Guardiola le nomme directeur de deux ministères, celui de la Guerre et celui du Trésor, qui auparavant étaient unifiés. Florencio Xatruch conserve sa charge entre le 22 mai 1858 et le 3 février 1860. Pendant cette période, Xatruch occupe aussi la charge de ministre de Relations Extérieures et ministre général intérimaire. Après ça il rentre au Nicaragua où il travaille dans les mines de Mateare, Masatepe et Jinotepe.
Le 15 février 1864, l'Assemblée générale du Honduras déclare Xatruch vice-président de la République, en accord avec la Constitution de 1848. Mais par ses conflits avec le président capitaine général José María Médine conduisent à sa destitution par l'Assemblée Législative. 
Le général Xatruch s'exile alors au Salvador, où il est nommé commandant et gouverneur de San Miguel, par le gouvernement de Francisco Duenas. Depuis le Salvador et avec le soutien du gouvernement de ce pays, Xatruch jette une offensive militaire, à l'encontre du président Médine. Xatruch envahit le Honduras avec trois cents Honduriens et sept cents Vicentinos. L'attaque militaire est réussie et le général parvient à destituer José María Médine, pour se proclamer, le 26 mars 1871 dans la ville de Nacaome, président provisoire de la république du Honduras. Cette charge dure jusqu'au 23 mai de la même année, lorsqu'il est chassé par les forces de José María Médine, l'obligeant à s'exiler au Nicaragua où il est resté quelque temps. 
En raison de ses actes contre le président José María Médine, Xatruch reste en exil jusqu'à ce que le président Ponciano Leiva lui attribue la charge de commandant d'armes de Trujillo en 1876. 
Deux ans plus tard, le président du Nicaragua Pedro Joaquín Chamorro le nomme gouverneur militaire de Chinandega et León et, dans la même année, le 9 août lui confère le grade de général de division de l'Armée du Nicaragua.

## Mort
Le général Florencio Xatruch est mort le 15 février 1892 à 81 ans. Ses restes reposent dans l'actuel Mémorial Cimetière Saint Pierre de la ville de Managua. 

« C'est ainsi que le gouvernement du pays et le Nicaragua ont honoré la mémoire de cet éminent militaire, dont la mort est considérée par le Nicaragua comme une perte nationale en reconnaissance des grands services qu'il a rendu au combat et parce que nous considérons comme nos frères les enfants des autres parties de cette région aujourd'hui divisée, la patrie d'Amérique centrale. »

— El Diario "La Gaceta" de Nicaragua

## Honneurs
- Le Congrès National du Nicaragua, par arrêté du 24 février 1893, a autorisé au pouvoir exécutif de placer sur la tombe une plaque avec l'inscription suivante: [Quoi ?]